# Заволжье (регион)
Заво́лжье — территория, расположенная между Волгой, Уралом, Северными Увалами и Прикаспийской низменностью. Различают Высокое Заволжье (высота до 418 м) на востоке и Низкое Заволжье на западе.

## Высокое Заволжье
Высокое Заволжье включает возвышенности: Верхнекамскую (высота до 337 м), Вятский Увал (до 284 м), Бугульминско-Белебеевскую (до 418 м), Общий Сырт (до 405 м). Высокое Заволжье сложено пермскими породами: песчаниками, сланцами, глинами, мергелями, известняками, доломитами, гипсом, на юге — мезозойскими глинами и песками. Рельеф эрозионный; верхний ярус образуют останцовые возвышенности — шиханы, нижний — эрозионные пластовые равнины. Широко развит карст.

### Сосновые леса Высокого Заволжья
О том, что в лесостепной части Заволжья между реками Камой и Самарой в прошлом нередко встречались сосновые леса, было известно ещё во времена государства Волжско-Камской Болгарии. Арабский писатель и путешественник XII века Андалуси отмечал, что дома болгар выстроены из сосновых брёвен. В 1770 году русский путешественник Николай Рычков встречал здесь «по горам несколько соснового лесу».
В настоящее время сохранились лишь небольшие островки сосновых боров, разбросанных на территории Высокого Заволжья по щебневато-каменистым вершинам холмов и крутым склонам. Сохранение этих боров имеет большое значение для науки и для практики лесоразведения.
Небольшой, всего 7 га, но хорошо сохранившийся островок некогда большого бора находится в 2 км от села Михайловка Исаклинского района. Это так называемый Михайловский борок. Расположен он на территории заповедного квартала № 71 Микушкинского лесничества.
В Клявлинском районе кварталы № 60, 61 и 62 Бор-Игарского лесничества объявлены памятниками природы. Они расположены в одном лесном массиве, вытянутом с северо-востока на юго-запад, недалеко от пос. Новые Сосны, где находится Клявлинский лесхоз. Старожилы рассказывают, что ещё не так давно кварталы № 60 и 61 представляли собой семенной сосновый лес, где встречались и останцы столетнего соснового бора. Это послужило основанием для выделения указанного массива в качестве памятника природы.

## Низкое Заволжье
Низкое Заволжье — низменное (высоты до 125—150 м) левобережье Волги от Казани до Камышина. Представляет собой тектонический прогиб, выполненный кайнозойскими песчано-глинистыми отложениями древнего Каспия. Вдоль Волги — полоса террас, переходящая на востоке в водораздельную равнину. Пойма и часть террас залиты водами Куйбышевского водохранилища.
Ландшафты Заволжья лесные, лесостепные и степные с континентальным климатом.
Заволжье богато нефтью, на его территории расположена Волго-Уральская нефтегазоносная область.